# Eutettix elongatus
Eutettix elongatus är en insektsart som beskrevs av Melichar 1912. Eutettix elongatus ingår i släktet Eutettix och familjen dvärgstritar. Inga underarter finns listade i Catalogue of Life.